# اوفلیا مونتسکو
اوفلیا ایرنه گرابوفسکی ادری (انگلیسی: Ofelia Irene Grabowski Edery؛ ۱۰ سپتامبر ۱۹۳۶ – ۱۶ ژوئن ۱۹۸۳) مشهور به اوفلیا مونتسکو، بازیگر زاده‌شده در پرو بود. وی بین سال‌های ۱۹۵۲ تا ۱۹۸۳ میلادی فعالیت می‌کرد. از فیلم‌هایی که وی در آن نقش داشته‌است می‌توان به ملک‌الموت (۱۹۶۲) اشاره کرد.